# Vaccinium pterocalyx
Vaccinium pterocalyx är en ljungväxtart som beskrevs av J.L. Luteyn. Vaccinium pterocalyx ingår i Blåbärssläktet, och familjen ljungväxter. Inga underarter finns listade i Catalogue of Life.